# François Bonneville
François Bonneville (Bacqueville-en-Caux, 21 febbraio 1755 – Parigi, 3 luglio 1844) è stato un pittore, designer, incisore ed editore francese.

## Biografia
François Bonneville è il figlio di Jean Taurin Bonneville, un operatore umanitario, e Marie-Anne Durand.
Si hanno poche notizie sulla vita di François Bonneville, la cui attività di pittore, disegnatore e incisore si svolse a Parigi tra il 1791 e il 1814. In questo periodo cambiò più volte indirizzo. nella capitale, apertura di vari banchi (stampa, vendita di stampe). Fino al 1797 gestì probabilmente l'Imprimerie du Cercle social situata 4, rue du Théâtre-Français,, poi, fino al 1814, aprì successivamente due negozi in rue Saint-Jacques.
Fu imprigionato nella Torre del Tempio nel maggio 1794.
Per quasi vent'anni ha realizzato principalmente una serie di ritratti di personaggi famosi della Rivoluzione (1796-1802), oltre a numerose incisioni allegoriche. Illustra la Campagna di Bonaparte in Italia (1800).
Oggigiorno, molte stampe di François Bonneville sono conservate a Vizille presso il Museo della Rivoluzione Francese.